# Луквица (река)
Луквица (укр. Луквиця) — река, протекающая в пределах Ивано-Франковского района Ивано-Франковской области, Украина. Длина реки 40 км. Площадь водосборного бассейна — 121 км². Является правым притоком реки Луква.

## Описание
Долина V-образная, шириной до 1 км и глубиной 30-40 м. Русло умеренно извилистое, шириной до 5 м и глубиной 0,1-0,5 м. Летом, из-за обильных дождей, возникают паводки.

## География
Луквица берёт своё начало в лесном массиве западнее села Лесовка в урочище Глубокие Лазы. Течёт на северо-восток параллельно Лукве. Впадает в Лукву юго-западнее села Крылос.

## Притоки
Правые: Чёрный, Белковатая.